# Штедим (Подујево)
Штедим (алб. Shtedim) је насељено место у општини Подујево, Косово и Метохија, Република Србија.

## Демографија
| Демографија | Демографија | Демографија |
| Година      | Становника  | Становника  |
| ----------- | ----------- | ----------- |
| 1948.       | 316         |             |
| 1953.       | 357         |             |
| 1961.       | 443         |             |
| 1971.       | 516         |             |
| 1981.       | 729         |             |
| 1991.       | 862         |             |